# Indicatif régional 721

L'indicatif régional 721 est l'indicatif téléphonique régional de Saint-Martin (la partie néerlandaise) depuis le 30 septembre 2011.
L'indicatif régional 721 fait partie du plan de numérotation nord-américain.

## Historique
Avant le 30 septembre 2011, Saint-Martin (la partie néerlandaise) utilisait le code pays +599, assigné originellement aux Antilles néerlandaises (maintenant dissoutes) et encore utilisé par Curaçao et les Pays-Bas caribéens (Bonaire, Saint-Eustache et Saba).
La partie nord de l'île, aussi connue sous le nom de Saint-Martin, fait partie des Antilles françaises et utilise le code pays +590.